# ديفيد بيرشل
ديفيد بيرشل (بالإنجليزية: David Burchell)‏ هو صحفي أسترالي، ولد في 11 نوفمبر 1960.